# Frank Vincent
Frank Vincent Gattuso Jr., conosciuto semplicemente come Frank Vincent (North Adams, 15 aprile 1937 – Nutley, 13 settembre 2017), è stato un attore e polistrumentista statunitense, di origini italiane.

## Biografia
Nacque a North Adams, ma crebbe a Jersey City, in New Jersey. Anche suo padre si chiamava Frank Vincent Gattuso, figlio di immigrati siciliani, e sua madre Mary Ricci. Frank Vincent era di origini siculo-napoletane.
Da appassionato suonatore di batteria, tromba e pianoforte, Frank Vincent iniziò una carriera musicale, ma nel 1975, partecipò al film di gangster a basso costo Backstreet (The Death Collector), a fianco di Joe Pesci: sul set del film si fece notare da Martin Scorsese. Scorsese rimase positivamente colpito e fece recitare Frank in Toro scatenato, che lo vedeva di nuovo accanto a Pesci. Vincent e Pesci reciteranno insieme in molti altri film; un altro attore a cui è spesso associato è Robert De Niro. Successivamente, Vincent catturò l'occhio dei cinefili nel film di Scorsese Quei bravi ragazzi (1990), dove interpretava Billy Batts. Ancora una volta per la regia di Scorsese, Vincent ha interpretato inoltre il ruolo del gangster Frankie Marino in Casinò, come braccio destro di Joe Pesci.
I ruoli offerti a Vincent sono molto spesso quelli del mafioso, come dimostrato nella pluripremiata serie televisiva dell'HBO I Soprano, dove interpreta il boss newyorkese Phil Leotardo. Nel film televisivo Gotti Vincent ha interpretato Robert Dibernardo, un fidato del boss mafioso John Gotti. Vincent ha anche partecipato a commedie indipendenti come Il senso dell'amore (Edward Burns, 1996), per poi tornare a film di stampo gangsteristico come This Thing of Ours - Questa cosa nostra, nel 2003.
Nel 1999 recita nuovamente la parte del boss italoamericano nel film Gun Shy - Un revolver in analisi, a fianco di Liam Neeson. Nello stesso anno si aggiudica il premio Italian-American Entertainer of the Year. Tra le altre interpretazioni di Frank, quella nel film Remedy (2005). Nel 2001 ha prestato la sua voce al boss mafioso Salvatore Leone nel videogioco Grand Theft Auto III e nei seguiti della serie, San Andreas e Liberty City Stories. Nel 2006 ha scritto il suo primo libro, A Guy's Guide to Being a Man's Man, con critiche positive. 
Il 13 settembre 2017 morì a causa di complicazioni durante un intervento al cuore, resosi necessario dopo che l'attore aveva subito un infarto nei primi giorni di settembre.

## Filmografia

### Cinema
- Backstreet (The Death Collector), regia di Ralph De Vito (1976)
- Toro scatenato (Raging Bull), regia di Martin Scorsese (1980)
- Dear Mr. Wonderful, regia di Peter Lilienthal (1982)
- Promesse, promesse (Baby It's You), regia di John Sayles (1983)
- Soldi facili (Easy Money) , regia di James Signorelli (1983) (non accreditato)
- Il papa di Greenwich Village (The Pope of Greenwich Village), regia di Stuart Rosenberg (1984)
- Stiffs, regia di Ralph Rosenblum (1985)
- Cadaveri e compari (Wise Guys), regia di Brian De Palma (1986)
- Made in Argentina, regia di Juan José Jusid (1987)
- Lou, Pat & Joe D, regia di Stephen Vittoria (1988)
- Fa' la cosa giusta (Do the Right Thing), regia di Spike Lee (1989)
- Ultima fermata Brooklyn (Last Exit to Brooklyn), regia di Uli Edel (1989)
- The Afterlife of Grandpa, cortometraggio, regia di P.J. Pesce (1989)
- Quei bravi ragazzi (Goodfellas), regia di Martin Scorsese (1990)
- Il cacciatore di taglie (Street Hunter), regia di John A. Gallagher (1990)
- L'ombra del testimone (Mortal Thoughts), regia di Alan Rudolph (1991)
- Jungle Fever, regia di Spike Lee (1991)
- Men Lie, regia di John A. Gallagher (1994)
- Senza futuro (Federal Hill), regia di Michael Corrente (1994)
- Fratelli di sangue (Hand Gun), regia di Whitney Ransick (1994)
- Nothing to Lose, regia di Eric Bress (1995)
- Casinò (Casino), regia di Martin Scorsese (1995)
- Animal Room, regia di Craig Singer (1995)
- Il senso dell'amore (She's the One), regia di Edward Burns (1996)
- Prove apparenti (Night Falls on Manhattan), regia di Sidney Lumet (1996)
- West New York, regia di Phil Gallo (1996)
- Grind, regia di Chris Kentis (1997)
- Cop Land, regia di James Mangold (1997)
- The North End, regia di Frank Ciota (1997)
- The Deli, regia di John A. Gallagher (1997)
- The Good Life, regia di Alan Mehrez (1997)
- Made Men, regia di Don Close (1997)
- Undercurrent (Sotto massima copertura) (Undercurrent), regia di Frank Kerr (1998)
- Belly, regia di Hype Williams (1998)
- Entropy - Disordine d'amore (Entropy), regia di Phil Joanou (1999)
- Penance, cortometraggio, regia di John A. Gallagher (1999)
- Non è fantastica? (Isn't She Great), regia di Andrew Bergman (2000)
- Gun Shy - Un revolver in analisi (Gun Shy), regia di Eric Blakeney (2000)
- If You Only Knew, regia di David Snedeker (2000)
- Ropewalk, regia di Matt Brown (2000)
- I soliti amici (The Crew), regia di Michael Dinner (2000)
- Under Hellgate Bridge, regia di Michael Sergio (2000)
- Smokin' Stogies, regia di Vincent Di Rosa (2001)
- Snipes, regia di Rich Murray (2001)
- Hamlet in the Hamptons, regia di Dean Bivins (2002)
- Street Dreams, episodio di Hype Williams: The Videos, Vol. 1, regia di Hype Williams (2002)
- A Tale of Two Pizzas, regia di Vincent Sassone (2003)
- This Thing of Ours, regia di Danny Provenzano (2003)
- Remembering Mario, regia di Val Franco (2003)
- Street Dreams, episodio di Nas: Video Anthology Vol. 1, regia di Hype Williams (2004)
- Shark Tale, regia di Bibo Bergeron, Vicky Jenson e Rob Letterman (2004) (voce)
- Coalition, regia di Joseph Ariola (2004)
- Remedy, regia di Christian Maelen (2005)
- Van Vorst Park, regia di Kathy Cacicedo (2005)
- The Last Request, regia di John DeBellis (2006)
- Lucky Man, cortometraggio, regia di Ruvin Orbach (2007)
- City Teacher, regia di Juney Smith (2007)
- Il killer di Chicago (Chicago Overcoat), regia di Brian Caunter (2009)
- Stiffs, regia di Frank Ciota (2010)
- The Tested, regia di Russell Costanzo (2010)
- Exit 102, cortometraggio, regia di Peter Dobson (2010)
- Spy, regia di Alexander Klymko (2011)

### Televisione
- The Paradise Club - serie TV, episodio 1x01 (1989)
- Doppia esecuzione - film TV (1991)
- Civil Wars - serie TV, episodio 1x16 (1992)
- Le avventure del giovane Indiana Jones (The Young Indiana Jones Chronicles) - serie TV, episodio 2x05 (1993)
- Walker Texas Ranger (Walker, Texas Ranger) - serie TV, episodio 2x16 (1994)
- On Seventh Avenue - film TV (1996)
- Swift - Il giustiziere (Swift Justice) - serie TV, episodio 1x12 (1996)
- Gotti (Gotti: The Rise and Fall of a Real Life Mafia Don), regia di Robert Harmon – film TV (1996)
- Cosby - serie TV, episodio 1x18 (1997)
- New York Undercover - serie TV, episodi 2x17-3x19 (1996-1997)
- Witness to the Mob - film TV (1998)
- Una scommessa di troppo (Vig) - film TV (1998)
- NetForce - Squadra speciale on line (NetForce) - film TV (1999)
- Law & Order - I due volti della giustizia (Law & Order) - serie TV, episodi 2x03-9x18 (1991-1999)
- NYPD - New York Police Department (NYPD Blue) - serie TV, episodi 7x11-7x17 (2000)
- Rubout - film TV (2003)
- I Soprano (The Sopranos) - serie TV, 31 episodi (2004-2007)
- Stargate Atlantis - serie TV, episodio 5x19 (2008)
- Law & Order - Unità vittime speciali (Law & Order: Special Victims Unit) - serie TV, episodio 17x18 (2016)
- Mr. Pickles - serie TV, episodi 1x02-2x05 (2014-2016) (voce)
- Neo Yokio - serie TV, episodio 1x04 (2017) (voce)

### Videogiochi
- Grand Theft Auto III (2001) (voce)
- Grand Theft Auto: San Andreas - The Introduction (2004) (voce)
- Grand Theft Auto: San Andreas (2004) (voce)
- Grand Theft Auto: Liberty City Stories (2005) (voce)

## Riconoscimenti
- Screen Actors Guild Awards 2007, all'intero cast de I Soprano.

## Doppiatori italiani
Nelle versioni in italiano delle opere in cui ha recitato, Frank Vincent è stato doppiato da:
- Michele Gammino in Toro scatenato, Prove apparenti, Gun Shy - Un revolver in analisi
- Raffaele Uzzi in Jungle Fever, Cop Land
- Diego Reggente in  Gotti, Law & Order - I due volti della giustizia (ep. 9x18)
- Angelo Nicotra in Casinò, Law & Order - Unità vittime speciali
- Sandro Sardone in Quei bravi ragazzi
- Nino D'Agata ne I Soprano
- Mario Bardella in Fa' la cosa giusta
- Giovanni Petrucci ne Il senso dell'amore
- Guido Ruberto in Chicago Overcoat
- Claudio Fattoretto in Stargate Atlantis